# Championnat de France féminin de Nationale 2 de volley-ball
Le Championnat de France féminin de Nationale 2 (3e niveau national en volley-ball) se dispute depuis ??? d'abord 2e niveau national, il est devenu le 3e puis le 4e après les créations de la Nationale 1B et de la DEF. Il est composé de 4 groupes de 11 clubs. Les premiers de chaque groupe montent en Élite, les derniers descendent en Nationale 3.

## Palmarès
| Année | Champion                                          | Vice-champion                                     |
| ----- | ------------------------------------------------- | ------------------------------------------------- |
| 1975  | CSM Clamart                                       |                                                   |
| 1976  | Montpellier UC                                    |                                                   |
| 1977  | Tourcoing sports                                  |                                                   |
| 1981  | GSA Hyères                                        |                                                   |
| 1982  | Stade français                                    |                                                   |
| 1986  | AS Saint-Raphaël                                  |                                                   |
| 1987  | RC Cannes                                         |                                                   |
| 1989  | Asnières sports                                   |                                                   |
| 1992  | Stella Étoile Sportive Calais                     |                                                   |
| 1996  | Volley-ball club Lyon Francheville                |                                                   |
| 1997  | Union sportive de Cagnes Volley-Ball              |                                                   |
| 1998  | Istres Sports Volley-Ball                         |                                                   |
| 1999  | ES Le Cannet-Rocheville                           |                                                   |
| 2000  | AS Saint-Raphaël Volley-Ball                      | CS Léo Lagrange Nantes Volley-Ball                |
| 2001  | Lattes Volley-Ball                                | ASE Rixheim                                       |
| 2002  | Terville Florange Olympique Club                  | VAC Saint-Jean-de-Védas                           |
| 2003  | ES Meylan-La Tronche Volley-Ball                  | Saint-Joseph Volley Nantes                        |
| 2004  | Venelles Volley-Ball                              | Volley Club Harnésien                             |
| 2005  | Terville Florange Olympique Club                  | Beauvais Oise UC                                  |
| 2006  | Volley-Ball Tulle Naves                           | Volley-ball Romanais                              |
| 2007  | L'entente Toulon Six-Fours La Seyne Volley-Ball   | Volley Mulhouse Alsace rés.                       |
| 2008  | Laon Volley-Ball                                  | ASPTT Saint-Denis (Réunion)                       |
| 2009  | La Rochelle Volley-Ball                           | Lattes Volley-Ball                                |
| 2010  | Levallois Sporting Club VB                        | Volley Club Gruissan                              |
| 2011  | Municipal olympique Mougins Volley-ball           | Le Plessis-Robinson Volley-ball                   |
| 2012  | Stella Étoile Sportive Calais rés.                | Lattes Volley-Ball                                |
| 2013  | Nimes Volley-Ball                                 | Volley Mulhouse Alsace rés.                       |
| 2014  | Bordeaux-Mérignac Volley                          | Toulon PM Racing Volley                           |
| 2015  | AS SP VB Mauguio                                  | CO Saint-Fons Volley-Ball                         |
| 2016  | CSM Clamart                                       | Levallois Paris Saint-Cloud                       |
| 2017  | Béziers Volley rés.                               | Volley-ball Romanais                              |
| 2018  | VB Stade Laurentin                                | Levallois Paris Saint-Cloud rés.                  |
| 2019  | Levallois Sporting Club VB                        | Rennes Étudiants Club volley                      |
| 2020  | Non attribué en raison de la pandémie de Covid-19 | Non attribué en raison de la pandémie de Covid-19 |
| 2021  | Non attribué en raison de la pandémie de Covid-19 | Non attribué en raison de la pandémie de Covid-19 |
| 2022  | Halluin Volley Métropole                          | Volley-ball Romanais                              |
| 2023  | Vitrolles Sports Volley-Ball                      | Neptunes de Nantes Volley-ball rés.               |
| 2024  | AS Monaco                                         | AS Illacaise Volley                               |
| 2025  | VB Romans                                         | AS Monaco                                         |
| 2026  | en cours                                          |                                                   |